# Dom Ludowy im. Pierwszego Marszałka Polski Józefa Piłsudskiego w Sokolem
Dom Ludowy im. Pierwszego Marszałka Polski Józefa Piłsudskiego w Sokolem – w Polsce znajduje się w województwie podlaskim, w powiecie białostockim, w gminie Michałowo.
W latach 1975–1998 miejscowość Sokole należała administracyjnie do województwa białostockiego.

## Historia Domu Ludowego w latach 1937–2013
W 1932 r. nauczycielka Maria Weronika Leśniak przyjechała z Topolan do Sokolego uczyć wiejskie dzieci w 4-klasowej publicznej szkole powszechnej. Założyła w 1933 r. teatr amatorski, który występował w szkole i dawał przedstawienia mieszkańcom wsi. Jeździli również ze "sztuczkami" po wszystkich okolicznych wsiach. W to przedsięwzięcie mocno zaangażowała się miejscowa młodzież i mieszkańcy wsi. W ten sposób zarabiali pieniądze na budowę nowej szkoły. Szkoła mieściła się w prywatnym domu wynajętym od Dominika Chrzanowskiego. Sokole liczyło wtedy ponad 230 mieszkańców. Dzieci we wsi było bardzo dużo, a szkoła ciasna.
Decyzją całej wsi zrodził się projekt budowy Domu Ludowego im. Pierwszego Marszałka Polski Józefa Piłsudskiego oraz zawiązał się Komitet Budowy. W skład Komitetu weszli: prezes – leśniczy S. Janiszewski „Bałachowiec”, sekretarz – nauczycielka Maria Weronika Leśniak oraz członkowie – nadleśniczy Włodzimierz Miroszniczenko, rolnik – Dominik Chrzanowski, sołtys i rolnik – Jan Arciszewski, rolnik – Michał Pankiewicz, rolnik – Józef Karpowicz i rolnik – Józef Rożko. Komitet zwrócił się do Gminy z prośbą o wsparcie budowy Domu Ludowego. Gmina obiecała pomoc tylko wtedy, gdy będą zebrane fundusze i zaczną się roboty początkowe. Z zebranych pieniędzy w czasie wyjazdów z przedstawieniami i dobrowolnych datków Komitet zakupił od właściciela majątku Stanek – Świnobród Sergiusza Hasbacha dom z rozbiórki. Po zakupieniu domu założono Księgę Wieczystą. Członkowie Komitetu jeździli po większych majątkach oraz zakładach pracy z prośbą o datki na wspomaganie budowy. Każdy dający jakiekolwiek „grosz” otrzymywał na pamiątkę kartkę z Księgi Wieczystej Ofiarodawców i Fundatorów Domu Ludowego. Plac pod budowę o powierzchni 0,9367 ha Komitet dostał od gospodarzy wsi Sokole. Dom Ludowy budowała cała wieś. Wszystkie roboty niefachowe wykonywali sami mieszkańcy, a do fachowych wynajmowano ludzi, których opłacano z funduszy budowy. Po 4 latach działalności Komitetu Dom Ludowy był gotowy.
Niektórzy ofiarodawcy i fundatorzy Domu Ludowego im. I-go Marszałka Polski Józefa Piłsudskiego w Sokolem, których wpisy widnieją w „Księdze Ofiarodawców i Fundatorów”: baron Eugeniusz Remm, rotmistrz Józef Młodecki, Sergiusz, Włodzimierz i Maria Hasbach, baron pułkownik Mantouffel, Bank Gospodarstwa Krajowego, Tadeusz Rakowski, Józef Filjanowicz, A. Barynbaum właściciel Fabryki Sukna i Kołder w Michałowie, Elżbieta Dume, inż. Ludostaw Piątkowski, Piotr Janicki, Ignacy Wieremiejczyk, Kirsz Kouchel, Bracia Kaliszyńscy, Jan Dąbrowski, Jan Kaczmarek, Hugo Peter J.R, Towarzystwo Popierania Budowy Publicznych Szkół Powszechnych, Zarząd Gminy Michałowo, inż. Czyż, dzierżawca tartaku w Żedni Firma N. Rostkier i Synowie w Białymstoku, bezrobotni miasta Michałowa, Wydział Powiatowy w Białymstoku, Firma Bracia Wagman, Maria Siedlecka, Maria Weronika Leśniak.

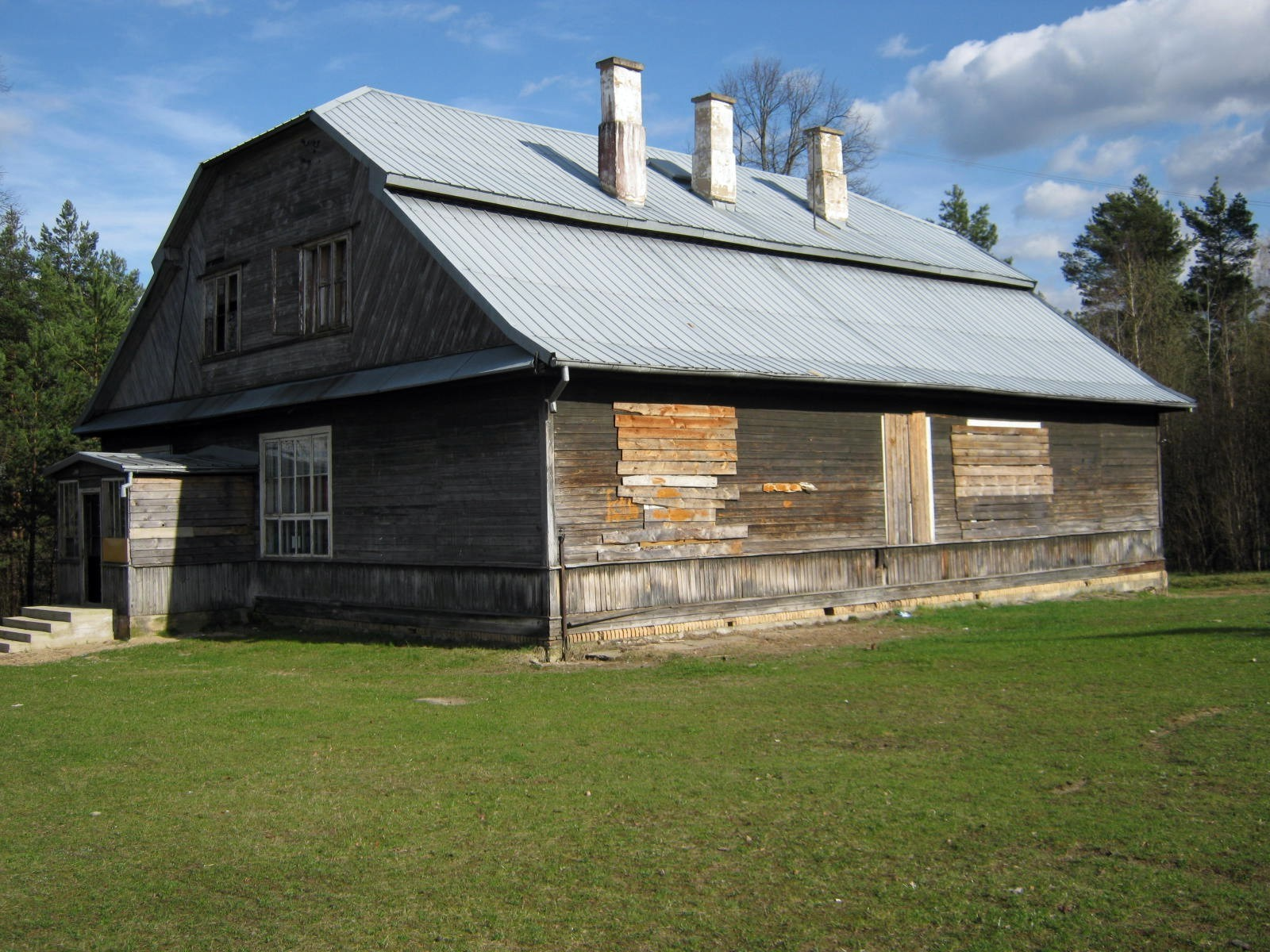
Zabytkowy Dom Ludowy im. Pierwszego Marszałka Polski Józefa Piłsudskiego w Sokolem

21 listopada 1937 r. odbyło się uroczyste poświęcenie budynku. Dzień „21 listopada 1937 r. był świętem Sokolego” i został zapisany w dziejach historycznych wsi. Uwieńczył on 4-letni okres budowy Domu Ludowego. Ten czas był świadectwem wielkiej jedności, współpracy i zrozumienia oraz solidarności w działaniu dla dobra ogółu. Na uroczystość poświęcenia Domu Ludowego przybył wojewoda białostocki Henryk Ostaszewski, wszyscy mieszkańcy wsi Sokole, ofiarodawcy i fundatorzy wraz z baronem Menteuffelem. Kwiaty wojewodzie wręczyły uczennice szkoły powszechnej Henryka Akucewicz i Eugenia Korolczuk. Dom poświęcił proboszcz parafii katolickiej w Michałowie ks. Makary Jancewicz i proboszcz parafii prawosławnej w Michałowie ks. Bazyli Górniczuk. Po przemówieniach i poświęceniu Domu rozpoczęła się część artystyczna. Wystąpił założony w 1933 r. teatrzyk amatorski nauczycielki Marii Weroniki Leśniak. Po części artystycznej wszyscy obecni na uroczystościach wzięli udział w poczęstunku, przygotowanym przez mieszkańców wsi. W imprezie uczestniczyło ponad 300 osób, a zabawa taneczna z orkiestrą wojskową trwała do białego rana. W nowo zbudowanym Domu Ludowy im. I-go Marszałka Polski Józefa Piłsudskiego umieszczono 4 klasową publiczną szkołę powszechną i świetlicę wiejską. Na górce przeznaczono pomieszczenia na mieszkania dla nauczycieli.
Władza radziecka pozwoliła nauczycielce Marii Weronice Leśniak Chrzanowskiej prowadzić przez rok szkolny 1939/40 szkołę w języku polskim, i jednocześnie powołała drugą szkołę w języku białoruskim. W szkole białoruskiej uczyli Julia Chrzanowska i Julian Popławski.
Po zakończeniu roku szkolnego w czerwcu 1940 r. nauczycielka Maria Leśniak Chrzanowska decyzją władz radzieckich została przeniesiona do miejscowości Zimnochy, gdzie uczyła dzieci w języku polskim. Przebywała tam do czerwca 1941 r., do czasu napaści Niemiec na ZSRR.
W roku szkolnym 1939/40 w Sokolem były dwie szkoły, w których nauczano w języku polskim i białoruskim, a od września w roku szkolnym 1940/41 istniała tylko jedna szkoła z językiem białoruskim.
W końcu lipca 1944 r. władze wojsk radzieckich urządziły w Domu Ludowym frontowy szpital polowy. W odległości niespełna około 150 m od szpitala ulokowano cmentarz wojenny, na którym chowano zmarłych z ran żołnierzy. Szpital istniał do końca sierpnia 1944 r. Po II wojnie światowej na cmentarzu polowym została przeprowadzona ekshumacja zwłok. Ciała wykopano i pochowano w mogile zbiorowej, prawdopodobnie na Cmentarzu Komunalnym w Białymstoku.
W 1944 r. nauczycielka Maria Weronika Leśniak Chrzanowska otrzymała zezwolenie od władz polskich i radzieckich na prowadzenie szkoły w Sokolem. W 1945 r. w PRL został wprowadzony nowy system oświaty. W miejsce szkół powszechnych powołano szkoły podstawowe, a w Sokolem do 1952 r. była VI klasowa szkoła podstawowa. Kierowniczką szkoły podstawowej w Sokolem w latach 1944–1960 była Maria Weronika Chrzanowska.
W czasie II wojny światowej nie ucierpiał Dom Ludowy, a Sokole nie poniosło większych strat, ponieważ leżało wśród lasów i na uboczu działań wojennych, jak również znalazło się w 1941 r. pomiędzy obszarami działań VI i XI radzieckich korpusów zmechanizowanych 10 Armii.
W latach 1937–1939 i 1944–1965, świetlica wiejska w Domu Ludowym służyła mieszkańcom wsi wyłącznie na odbywanie zebrań i jako sala balowa na wesela. Nie posiadała żadnego wyposażenia. Młodzież przejawiała małą aktywność, aby w świetlicy wiejskiej zorganizować życie towarzyskie.
Na przełomie lat 50/60 XX w. w Domu Ludowym im. I-go Marszałka Polski Józefa Piłsudskiego w świetlicy wiejskiej i w szkole podstawowej w Sokolem były wyświetlane filmy przez kino objazdowe z Białegostoku. Za ekran służyło białe prześcieradło, a projektor filmowy napędzał agregat prądotwórczy. Sokole wtedy nie miało elektryczności.
W 1965 został reaktywowany Związek Młodzieży Wiejskiej (ZMW), który powstał w Sokolem w 1957. To dzięki powstaniu ZMW zaczęła rozwijać się działalność sportowa, oświatowa, rozrywkowa, kulturalna, artystyczna i teatralna, która trwała nieprzerwanie do 1987, kiedy zamknięto Klub Prasy i Książki „Ruch”. Powstały dwa teatry, teatr tradycyjny i teatr przy kawie. Wystawiły one wiele komedii Aleksandra Fredry i kilka sztuk Haliny Auderskiej oraz wielu innych dramaturgów. Reżyserem „Teatru przy kawie” była Barbara Masna Pacholska, a teatru tradycyjnego Józef Kukliński.
29 lipca 1972 w świetlicy Domu Ludowego uroczyście otwarto Klub Prasy i Książki „Ruch”. Barbara Masna była przewodniczącą Społecznej Rady Klubu PiK. Reżyserowała i prowadziła „Teatr przy kawie”. Była animatorem i organizatorem życia kulturalnego oraz propagatorem kultury w Sokolem.
29 stycznia 1977 r. odbył się występ „Teatru przy kawie” ze zbiorem wierszy lirycznych Marii Pawlikowskiej – Jasnorzewskiej z podkładem muzycznym. Wystąpili: Ewa Popławska, Celina Sacharewicz, Anna Antończyk, Alina Rożko, Janina Kasperowicz, Jan Kasperowicz, Jan Rożko i Wiktor Arcimowicz. Reżyserem była Barbara Masna Pacholska.
2 marca 1978 r. mieszkańcy wsi Sokole zostali wyróżnieni dyplomem Ministra Kultury i Sztuki dr. Władysława Lorenca. 12 marca 1978 r. został podsumowany „Wojewódzki Konkurs Aktywności Kulturalnej Środowisk Wiejskich – Teren 77”. Uroczystość wręczenia nagród za udział w konkursie odbyła się w ramach „Dekady Kultury wsi – 78” 12 marca 1978 r. w Klubie Rozrywki „Krąg” w Białymstoku. Wieś Sokole otrzymała dyplom Ministra Kultury i Sztuki i nagrodę w wysokości 100 tys. zł. „Za osiągnięcia w upowszechnianiu kultury i popularyzowanie sztuki teatralnej”.
6 czerwca 1978 r. podsumowano wojewódzki konkurs pn. „Spotkajmy się w klubie”.
Klub „RUCH” w Sokolem zajął II miejsce w kategorii klubów wiejskich i otrzymał nagrodę w wysokości 10.000 zł. oraz dyplom i puchar.
27 listopada 1978 r. podsumowano Ogólnopolski Konkurs Klubów pn. „Spotkajmy się w klubie”. Klub „RUCH”] i Społeczna Rada Klubu w Sokolem otrzymał nagrodę w wysokości 20.000 zł.
10 marca 1979 r. w Klubie Rozrywki „Krąg” w Białymstoku podsumowano II etap „Wojewódzkiego Przeglądu Aktywności Kulturalnej Środowisk Wiejskich – Teren 78” w ramach „Dekady Kultury Wsi – 79”. Wieś Sokole uzyskała tytuł „Wsi Aktywnej Kulturalnie" w województwie białostockim i otrzymała nagrodę w kwocie 170 tys. zł.
31 grudnia 1987 r. został zlikwidowany klub „RUCH” w Sokolem. W tym czasie w Polsce likwidowano klub „RUCH” i „Rolnika”. Życie kulturalne w Sokolem przestało istnieć. Powstała "pustynia" kulturalna. W 15-letniej historii 
klub „RUCH” w Sokolem klubowymi były: Krystyna Koronkiewcz, Henryka Kasperowicz i Tamara Popławska. Świetlica wiejska w Domu Ludowym istniała od lutego 1988 r. do końca października 2003 r. z pracownikiem na ½ etatu.
W latach 1970–1987 Sokole gościło artystów, aktorów i piosenkarzy scen polskich: Stanisława Mikulskiego, Hankę Bielicką, aktora z teatru im. Juliusza Osterwy w Lublinie Jana Wojciecha Krzyszczaka, Białostocki Teatr Lalek, zespół „Maks" z Białegostoku, Tadeusza Woźniaka, Teatr Dramatyczny im. Aleksandra Węgierki w Białymstoku, Janusza Laskowskiego, Bronisława Cieślaka, Krzysztofa Szmagiera, Bernarda Ładysza, studentów Państwowej Wyższej Szkoły Teatralnej z Wrocławia, Reginę Pisarek, Zygmunta Kęstowicza, Filharmonię Białostocką, Joannę Rawik i Janusza Kowalskiego, artystów Estrady Łódzkiej i Warszawskiej, olimpijczyka i ciężarowca Kazimierza Czarneckiego oraz sprawozdawcę sportowego TVP red. Wojciecha Zielińskiego. W klubie „RUCH” odbywały się liczne spotkania z dziennikarzami, aktorami, poetami, pisarzami i innymi ciekawymi ludźmi. Wieś Sokole tętniła życiem kulturalnym, a klub był „kulturalnym sercem Sokolego”. O pracy klubu i aktywności sokolskiej młodzieży pisało wiele dzienników i tygodników wojewódzkich oraz ogólnopolskich.
24 czerwca 1997 r. została zlikwidowana szkoła podstawowa w Sokolem o klasach 0 – III. Mieściła się w Domu Ludowym im. I-go Marszałka Polski Józefa Piłsudskiego. W Domu Ludowym była szkoła powszechna w latach 1937–1939, szkoła podstawowa 1944–1997, klub „RUCH” i świetlica wiejska. Obecnie dzieci dowożone są do szkoły podstawowej w Michałowie.
W 1999 r. zmieniono pokrycie dachu na Domu Ludowym im. I-go Marszałka Polski Józefa Piłsudskiego w Sokolem, z dachówki cementowej na blachę. Pomimo że w tym budynku nie było już szkoły podstawowej i klubu „RUCH”, to wymagał natychmiastowej zmiany pokrycia dachu, aby uchronić historyczny i z tradycjami Dom Ludowy przed zniszczeniem, dewastacją i zawaleniem.
7 lutego 2004 r. mieszkańcy wsi podjęli uchwałę o zaniechaniu sprzedaży Domu Ludowego. Wójt Marek Nazarko planował ten budynek sprzedać, bowiem po likwidacji szkoły, klubu "RUCH" i świetlicy Dom Ludowy został zdewastowany i popadł w ruinę.
Artystka Agnieszka Tarasiuk ze stowarzyszenia WIDOK w Białymstoku zaproponowała i przekonała wójta, aby w Domu Ludowym utworzyć „Regionalne Centrum Ochrony Krajobrazu”. Wójt przystał na propozycję. W kwietniu 2006 r. została opracowana dokumentacja techniczna na rozbudowę tego obiektu, za którą zapłaciła gmina. Dom Ludowy po rozbudowie miał służyć jako obiekt o funkcji szkoleniowo–turystyczno-wypoczynkowej. Rada Gminy w budżecie na 2008 r. zapisała 300 tys. na remont Domu Ludowego, a wójt zobowiązany był do złożenia projektu, do Regionalnego Programu Operacyjnego Województwa Podlaskiego na lata 2007-2013. Zadanie 6.3. Rozwój infrastruktury z zakresu kultury i ochrony dziedzictwa historycznego i kulturowego. Ostatecznie wójt nie złożył projektu na modernizację i rozbudowę budynku.
W latach 2006–2008 w okresie letnim, artystka współczesna Agnieszka Tarasiuk Sutryk, ze Stowarzyszenia WIDOK w Białymstoku prowadziła działalność kulturalną i artystyczną w Domu Ludowym. W 2009 r. Agnieszka Tarasiuk wyjechała do Wigier, a kulturą w Sokolem kierowała Marta Zajkowska. Działalność finansowana była prawie w całości z budżetu gminy Michałowo. O pracy kulturalnej i artystycznej w Sokolem było głośno: opisywała prasa wojewódzka i centralna, mówiło Radio Białystok a pokazywała TVP Białystok.

## Zabytki – Dom Ludowy im. Pierwszego Marszałka Polski Józefa Piłsudskiego w Sokolem
15 grudnia 2009 r. Podlaski Wojewódzki Konserwator Zabytków Andrzej Nowakowski wpisał do rejestru zabytków Dom Ludowy im.Pierwszego Marszałka Polski Józefa Piłsudskiego w Sokolem.
Burmistrz Michałowa Marek Nazarko decyzję Konserwatora Zabytków zaskarżył 30 grudnia 2009 r. do Ministra Kultury i Dziedzictwa Narodowego. Minister Kultury 9 marca 2010 r. wydał postanowienie i utrzymał w mocy decyzję Podlaskiego Wojewódzkiego Konserwatora Zabytków w Białymstoku z dnia 15 grudnia 2009 r.

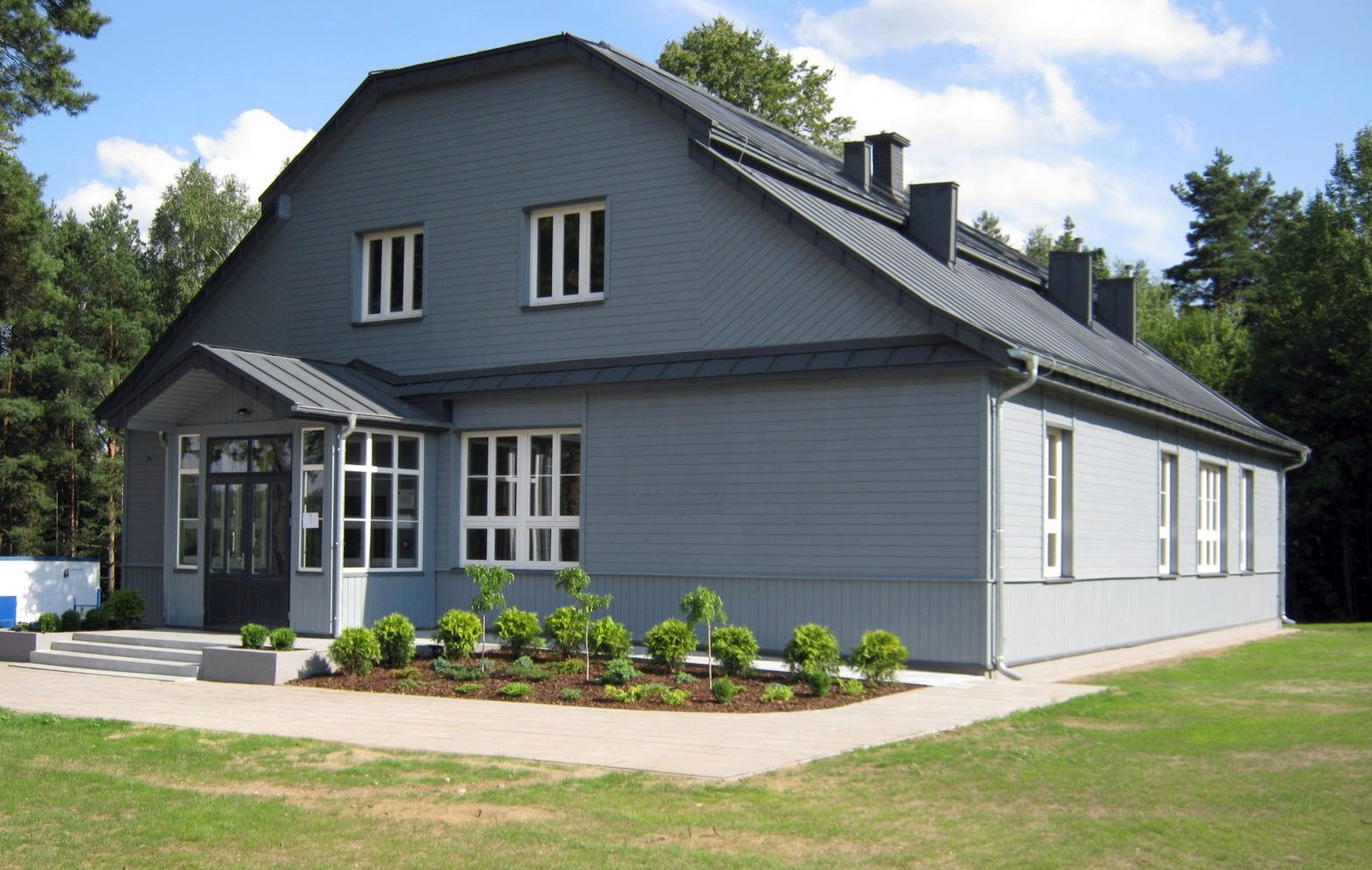
Zabytkowy Dom Ludowy po remoncie

5 sierpnia 2012 r. do użytku został oddany zabytkowy Dom Ludowy im. Pierwszego Marszałka Polski Józefa Piłsudskiego w Sokolem. Budynek został całkowicie wyremontowany i zmodernizowany. Przedwojenny Dom Ludowy to piękny drewniany stary budynek, na skarpie, oparty o ścianę lasu. Wybudowano go w 1937 r. w czynie społecznym, korzystali z niego mieszkańcy, po wojnie była tu szkoła i świetlica wiejska. Kiedy zamknięto te placówki, obiekt zaczął niszczeć. Po generalnym remoncie zabytkowy Dom Ludowy odzyskał modernistyczny charakter oraz tradycyjną formę architektoniczną. Pomieszczenia zostały dostosowane do organizowania m.in. warsztatów artystycznych, stypendiów pobytowych dla artystów, konferencji, seminariów, szkoleń, obozów dla młodzieży, prowadzenia usług związanych z informacją turystyczną. W budynku znajdują się miejsca noclegowe dla dwunastu osób w dwóch pokojach. Inwestycja była możliwa dzięki środkom Unii Europejskiej, z której pozyskano 500 tys. zł, koszt całej inwestycji to 882.917,00 zł. W Domu Ludowym można oglądać stałą wystawę archiwalnych zdjęć z 1937 r. i czasową wystawę portretów ślubnych mieszkańców Sokolego. Uroczystość wyświęcenia Domu Ludowego była Świętem Wsi, czyli festynem pt. Dawno temu w Sokolem. Na plenerową scenę zaproszono zespoły muzyczne i artystyczne, a gwiazdą wieczoru był zespół folkowy Czeremszyna.
13 kwietnia 2013 r. w zabytkowym Domu Ludowym w Sokolem odbyła się promocja książki miejscowego społecznika Andrzeja Kasperowicza, monografii 75 lat Domu Ludowego im. I Marszałka Polski Józefa Piłsudskiego we wsi Sokole 1937 – 2012. Historia Domu Ludowego to fragment najnowszych dziejów Polski, obejmujący czasy II RP, okupację niemiecką, pracowity okres PRL-u i wreszcie paradoksalnie najbardziej burzliwe dla budynku lata demokracji. To także losy mieszkańców wsi Sokole, a także lista niezwykłych gości, które odwiedziły ten przybytek kultury w lasach Parku Krajobrazowego Puszczy Knyszyńskiej. Wstęp do książki napisał prof. dr hab. Adam Czesław Dobroński.